# Jean Joseph Mounier
Jean Joseph Mounier, francoski politik in sodnik, * 12. november 1758, Grenoble, † 28. januar 1805.
Bil je izvoljen v Narodno skupščino Francije leta 1789, a je že naslednje leto zbežal v Švico.